# Лисогірка (Теофіпольська селищна громада)

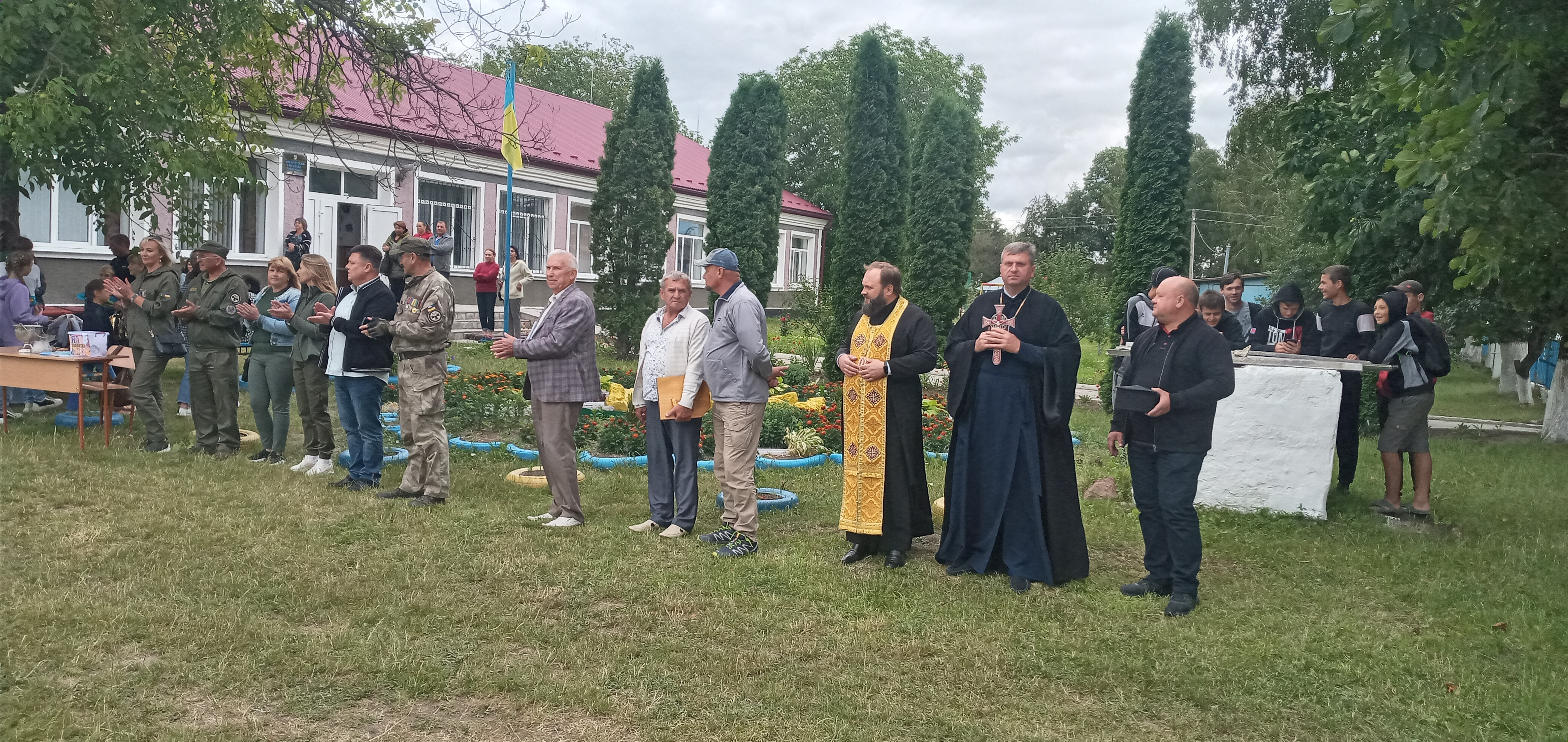
Відкриття табору «Подільсько-Волинська Січ» в 2022 році

Лисогі́рка — село в Україні, у Теофіпольській селищній громаді Хмельницького району Хмельницької області. Населення становить 683 осіб. До 2020 року орган місцевого самоврядування — Святецька сільська рада.

## Населення

### Мова
Розподіл населення за рідною мовою за даними перепису 2001 року:
| Мова       | Кількість | Відсоток |
| ---------- | --------- | -------- |
| українська | 681       | 99.71 %  |
| російська  | 2         | 0.29 %   |
| Усього     | 683       | 100 %    |

## Історія
Лисогірка вперше згадується 1629 (?) року як маєток князів Збаразьких. Назва села походить від рельєфу місцевості, на якій підвищується лиса гора.
7 (20) листопада 1917 року, відповідно до. Третього Універсалу Української Центральної Ради, увійшло до складу Української Народної Республіки.
На околиці села з 2019 року функціонує військово-патріотичний наметовий табір «Подільсько-Волинська Січ».
12 червня 2020 року, відповідно до розпорядження Кабінету Міністрів України № 727-р «Про визначення адміністративних центрів та затвердження територій територіальних громад Хмельницької області», увійшло до складу Теофіпольської селищної громади.
19 липня 2020 року, в результаті адміністративно-територіальної реформи та ліквідації Теофіпольського району, село увійшло до складу Хмельницького району.
17 липня 2022 року відбулось відкриття третьої зміни табору за участю Владики Павла.

## Відомі особистості

### Народилися
Козак Валерій — український військовик, учасник російсько-української війни.

### Проживали
У селі проживав учасник російсько-української війни Василь Юрасюк.